# 王晓明 (1955年)
王晓明（1955年6月—），男，浙江义乌人，中华人民共和国作家、文艺理论家。

## 生平
1955年6月28日生于上海，其父为著名作家王西彦。1972年成为毛毯厂工人。
1977年，考入华东师范大学中文系读本科，1979年转读该系中国现代文学专业的硕士研究生，师从许杰和钱谷融，1982年获文学硕士学位。1991年招收第一届研究生。1992年获中国作家协会颁发的“庄重文文学奖”。2000年9月至2001年8月，在哈佛大学东亚系和燕京学社从事教学和研究。历任华东师范大学教授、上海大学文学院博士生导师、上海大学中国当代文化研究中心主任。担任上海华东师范大学文学研究所副研究员。中国现代文学研究会理事，中国作协会员，上海分会理事、《文艺理论研究》副主编、中国文艺理论学会副会长。

## 著作
著作单行本有：
- 《沙汀艾芜的小说世界》
- 《所罗门的瓶子》
- 《潜流与旋涡——论二十世纪中国小说家的创作心理障碍》
- 《无法直面的人生——鲁迅传》
- 《王晓明自选集》
- 《半张脸的神话》
- 《在思想与文学之间》
- 《近视与远望》
- 《横站》